# Midden-Babylonische Rijk
| Geschiedenis van Mesopotamië |                                              |                                              |                                              |                                                                        |                                                                        |                                                                        |                                                                        |
| Prehistorisch Mesopotamië pre–3100 v. Chr. Hassunacultuur 6400-5800 Samarracultuur 5500-4800 Halafcultuur 5500-4500 Obeidcultuur 5500-4000 Urukperiode 4000-3100                              |                                              |                                              |                                              |                                                                        |                                                                        |                                                                        |                                                                        |
| Sumerië Jemdet Nasr-periode 3100-2900 Vroeg-dynastieke periode 2900-2350 Ebla 2500-2350 — Mari 2900- 1750 Akkadische Rijk 2350-2150 Guti-overheersing 2212–2120 Neo-Sumerische Rijk 2120–2004 |                                              |                                              |                                              |                                                                        |                                                                        |                                                                        |                                                                        |
| Tijd van Isin en Larsa 2004–1763 v. Chr. | Tijd van Isin en Larsa 2004–1763 v. Chr.     | Tijd van Isin en Larsa 2004–1763 v. Chr.     | Tijd van Isin en Larsa 2004–1763 v. Chr.     | Oud-Assyrische periode 2000–1756 v. Chr.                               | Oud-Assyrische periode 2000–1756 v. Chr.                               | Oud-Assyrische periode 2000–1756 v. Chr.                               | Oud-Assyrische periode 2000–1756 v. Chr.                               |
| Babylonië Oud-Babylonische Rijk 1750-1595 |                                              |                                              |                                              |                                                                        |                                                                        |                                                                        |                                                                        |
| Karduniaš 1590-1100 Midden-Babylonische Rijk | Karduniaš 1590-1100 Midden-Babylonische Rijk | Karduniaš 1590-1100 Midden-Babylonische Rijk | Karduniaš 1590-1100 Midden-Babylonische Rijk | Mitanni 15e eeuw Midden-Assyrische Rijk 1400-1200 Hanigalbat 1400-1200 | Mitanni 15e eeuw Midden-Assyrische Rijk 1400-1200 Hanigalbat 1400-1200 | Mitanni 15e eeuw Midden-Assyrische Rijk 1400-1200 Hanigalbat 1400-1200 | Mitanni 15e eeuw Midden-Assyrische Rijk 1400-1200 Hanigalbat 1400-1200 |
| Nieuw-Assyrische Rijk 900-609 |                                              |                                              |                                              |                                                                        |                                                                        |                                                                        |                                                                        |
| Nieuw-Babylonische Rijk 626-539 |                                              |                                              |                                              |                                                                        |                                                                        |                                                                        |                                                                        |
| Portaal Geschiedenis Portaal Mesopotamië |                                              |                                              |                                              |                                                                        |                                                                        |                                                                        |                                                                        |

Het Midden-Babylonische Rijk of kortweg Midden-Babylonië is een periode van relatief herstel van de onafhankelijkheid van Babylonië van de 12e tot de 8e eeuw v.Chr. Na de eerste roemrijke anderhalve eeuw onder de Tweede dynastie van Isin, met het hoogtepunt tijdens het koningschap van Nebukadnezar I, boette Midden-Babylonië weer aan belang in tot het ten slotte door Assyriërs werd veroverd.
Midden-Babylonië ontstond nadat de Elamieten Babylon waren binnen gevallen en een einde hadden gemaakt aan het bewind van de laatste Kassieten-vorst Enlil-nadin-ahhe. Hoe en waarom de Elamieten weer de aftocht bliezen is niet duidelijk, maar na meer dan vierhonderd jaar kwam Babylon weer onder een inheems vorstenhuis, gesticht door een vorst van Isin. De tijd van Babylon IV was een moeilijke tijd voor Babylon, hoewel er zeker van een heropleving gesproken mag worden, waarbij Babylon zich zelfs weer in Assyrische zaken begon te mengen. Dit geldt vooral voor Nabû-kuduri-usur I (Nebukadnezar I, 1124-1103), die een periode van zwakte in Elam uitbuitte om de buren een lesje te lezen. Na zijn tijd kwamen zowel Assyrië als Babylon meer in het nauw. Er was een volksverhuizing op gang gekomen. Assyrië wist zich redelijk tegen de Arameeërs en de Sutû te verdedigen, maar onder Adad-appal-iddina moest Babylon toezien hoe de tempel van de zonnegod Sjamasj in Sippar geplunderd werd. In 1024 werd de dynastie aan de kant gezet door een Arameeër.
Nadien is er eigenlijk al niet meer te spreken van een midden-Babylonisch "rijk"; het wist nog net zijn zelfstandigheid te bewaren ten opzichte van de omringende staten, en zelfs dat werd nog kort onderbroken in de 10e eeuw toen er een Elamitische koning op de Babylonische troon zat. De Chaldeeën drongen op vanuit het zuiden en de Arameeën vanuit het westen. Vanaf de 9e eeuw kwam Babylon steeds meer in de invloedssfeer van het zich uitbreidende Nieuw-Assyrische Rijk, dat onder de heerschappij van Tiglat-Pileser III Midden-Babylonië ten slotte inlijfde in 729 v.Chr.

## Zie ook

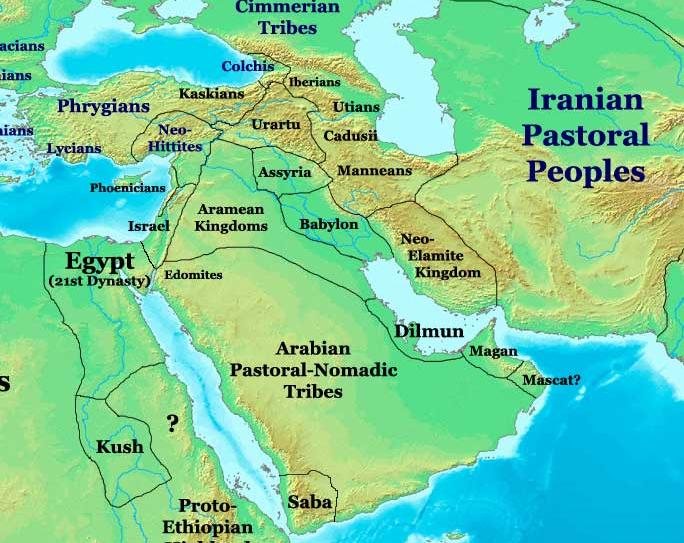
Het Nabije Oosten rond het jaar 1000 v.Chr.: Babylonië is onafhankelijk, maar geen grootmacht meer.